# Emmett Tinley
Emmett Tinley is een Ierse singer/songwriter.
Als zanger bracht hij met de Ierse band The Prayer Boat twee albums uit. Nadat het gewenste succes uitbleef, ging Emmett Tinley solo verder. In 2005 bracht hij in eigen beheer zijn eerste soloalbum "Attic Faith" uit. In 2011 bracht hij zijn tweede soloalbum, "Emmett Tinley" uit.

## Discografie

### Albums
| Album met hitnotering(en) in de Vlaamse Ultratop 200 albums | Datum van verschijnen | Datum van binnenkomst | Hoogste positie | Aantal weken | Opmerkingen |
| ----------------------------------------------------------- | --------------------- | --------------------- | --------------- | ------------ | ----------- |
| Attic faith                                                 | 15-04-2005            | -                     |                 |              |             |
| Emmett Tinley                                               | 20-10-2011            | 18-02-2012            | 100             | 1            |             |

### Singles
| Single met hitnotering(en) in de Vlaamse Ultratop 50 | Datum van verschijnen | Datum van binnenkomst | Hoogste positie | Aantal weken | Opmerkingen |
| ---------------------------------------------------- | --------------------- | --------------------- | --------------- | ------------ | ----------- |
| Takes a long time to heal                            | 09-01-2012            | -                     |                 |              |             |